# Elkhart (Kansas)
Elkhart es una ciudad ubicada en el de condado de Morton en el estado estadounidense de Kansas. En el año 2010 tenía una población de 2205 habitantes y una densidad poblacional de 459,38 personas por km².

## Geografía
Elkhart se encuentra ubicada en las coordenadas 37°0′11″N 101°53′53″O / 37.00306, -101.89806 (37.003108, -101.898085).

## Demografía
Según la Oficina del Censo en 2000 los ingresos medios por hogar en la localidad eran de $37,333 y los ingresos medios por familia eran $43,548. Los hombres tenían unos ingresos medios de $33,333 frente a los $19,792 para las mujeres. La renta per cápita para la localidad era de $17,900. Alrededor del 9.3% de la población estaban por debajo del umbral de pobreza.